# Hălmagiu
Hălmagiu est une commune du județ d'Arad, Roumanie qui compte 2 852 habitants.
La commune est composée de 11 villages : Bănești, Bodești, Brusturi, Cristești, Hălmagiu, Ionești, Leasa, Leștioara, Poienari, Tisa et Țărmure.

## Culture
D'après le recensement de 2011, la commune compte 2 852 habitants, en forte baisse par rapport au recensement de 2002 où elle en comptait 3 562.